# IC 1542
IC 1542 ist eine Galaxie vom Hubble-Typ S im Sternbild Andromeda am Nordsternhimmel. Sie ist schätzungsweise 336 Millionen Lichtjahre von der Milchstraße entfernt.
Das Objekt wurde am 20. November 1897 vom französischen Astronomen Stéphane Javelle entdeckt.